# Jinolice
Jinolice jsou obec v okrese Jičín v Královéhradeckém kraji. Žije v ní 196 obyvatel. Nachází se pět kilometrů od Jičína a 55 kilometrů od Hradce Králové.

## Název
Jméno obce Jinolice se používá jako podstatné jméno ženského rodu, ale také jako pomnožné, druhý pád – Jinolice nebo Jinolic. Ve třetím pádu lze používat Jinolici, Jinolicím nebo Jinolicům.

## Historie
První písemná zmínka o obci pochází z roku 1377. V Soudní knize města Jičína byl zmíněn Oda z Nynolycz jako svědek splácení dluhů. Obec patřila k Velišskému panství. Od roku 1487 byla majetkem Trčků z Lípy. V roce 1533 se panství rozdělilo a Mikuláš Trčka mladší získal hrad Veliš s poplužním dvorem, město Jičín a dalších šedesát vsí, například Blata nebo Ninonice (Jinolice). Roku 1606 prodal Jan Rudolf Trčka z Lípy Velišské panství Jindřichu Matyášovi z Thurnu, poté co připojil Jičín a okolí ke svému Kumburskému panství. V roce 1607 získal Jindřich Matyáš z Thurnu také zámek Veliš, dvory, mlýny a vesnice mezi Kostelcem a Vescem, mezi které patřily i Jinolice.
Po bitvě na Bílé hoře bylo prodáno Thurnovo panství roku 1622 Albrechtu z Valdštejna. V druhé polovině 18. století podle tereziánského katastru byla majitelkou panství hraběnka Anna Josefa Schlicková. V té době v obci převládalo přadláctví a dobytkářství.
Na mapách po prvním vojenském mapování Jičínska z let 1763 – 1767 je obec pojmenována „Jinolitz“ a část obce ohraničená lesem „Mali Jinolitz“. Bylo zde evidováno šest sedláků, třicet sedm zahradníků a domkářů a také dvanáct koní. Dokument Popis Království českého od Františka Palackého z roku 1848 uvádí dvě označení obce – Ninolice i Jinolitze. Žilo zde 266 obyvatel ve 37 domech. Při druhém vojenském mapování dostala obec název Jinolitz a Klein Jinolitz. V Retrospektivním lexikonu obcí ČSSR (1850 – 1970) je uvedeno k roku 1869 pro Jinolice 293 obyvatel a 39 domů. Následně počet obyvatel klesal. V roce 1930 zde žilo 235 obyvatel, ale počet domů byl v roce 1900 čtyřicet čtyři a v roce 1930 zde stálo padesát domů. Mezi lety 1850 – 1950 patřila obec pod správu jičínského okresu. Jméno obce Jinolice a Malé Jinolice se objevilo během třetího vojenského mapování v roce 1877. Bitva u Jičína roku 1866 zasáhla okolní obce a tedy i Jinolice.

### Počátek dvacátého století
V roce 1899 obecní zastupitelstvo obce řešilo stavbu železniční zastávky. Dne 18. října 1903 byla zprovozněna místní dráha vedoucí z Jičína do Turnova. Od roku 1902 v obci působil obecní posel a od roku 1904 byla zavedena funkce „hlídač pro polní pych“, služba byla vykonávána zdarma. Od roku 1912 se obecní zastupitelstvo snažilo vystavět silnici z Jinolic. Ještě v březnu 1919 nebyly práce na budování silnice dokončeny.

#### Škola
První zprávy o jinolické škole se nedochovaly. Od roku 1868 se děti učily v dřevěném domě čp. 39 a později v hostinci. Učily se zde i děti z Podůlší. V roce 1886 byla rozšířena škola na dvoutřídní. Učilo se zde sto padesát dětí. V roce 1867 byla postavena nová zděná školní budova. Počátkem 20. století počet dětí klesal, v roce 1910 – 77 dětí, v roce 1914 se učilo ve škole 74 dětí. Od roku 1927 byla přiškolena obec Brada.

#### Živnosti a spolky
Stav a počet živnostníků se dochoval v Adresářích z let 1900, 1907, 1912 a 1927. První koncese byla zřízena roku 1899 (výčep piva) Karlu Čapkovi. Od roku 1907 byl evidován také jako výrobce lihovin. V roce 1903 začal provozovat hostinec i Alois Hlavatý, který provozoval ještě obchod se smíšeným zbožím. V domě čp.1 byl hostinec provozovaný již přes sto let a přecházel na další generaci. V obci žili i další živnostníci například tři obuvníci, tři truhláři, kolář, kovář, také mlynář a další.
V roce 1904 byla pořízena hasičská stříkačka a v roce 1907 byl zřízen Sbor dobrovolných hasičů, který měl zpočátku šestnáct členů.
Dne 6. ledna 1929 vznikl v obci ochotnický spolek „Vojan“. Téměř každý rok pořádal spolek ples, silvestrovskou veselici a nastudoval nejméně jednu divadelní hru. Také hasiči pořádali svůj ples.

### Poválečné období
Od roku 1922 začala obec provozovat vlastní knihovnu. O rok později byl vybudován v obci hřbitov. V roce 1930 obec čítala padesát tři zemědělských usedlostí. Od roku 1925 byla řešena elektrifikace. V roce 1941 bylo založeno „Družstvo pro rozvod elektrické energie“. Od března 1953 družstvo ukončilo činnost a hotovost i vkladní knížky převzalo místní JZD.
V budově obecné školy byla v roce 1949 zřízena oddací síň a matriční úřad. Základní škola zde byla zrušena v roce 1972 a o rok později zde byla otevřena mateřská škola. Jednotné zemědělské družstvo bylo v obci poprvé založeno roku 1952 a podruhé v roce 1957. Při založení mělo 49 členů. V roce 1960 vzniklo JZD Nový zítřek v Podůlší.

## Přírodní poměry
Obec patří geomorfologicky do oblasti „Libuňská brázda“. Intravilán obce je zarostlý stromy a keři. Západně od obce se nachází tři rybníky (Vražda, Němeček a Oborský). V roce 1990 byl rybník Vražda a Oborská luka vyhlášena Přírodní památkou.

## Obyvatelstvo
| Rok            | 1869 | 1880 | 1890 | 1900 | 1910 | 1921 | 1930 | 1950 | 1961 | 1970 | 1980 | 1991 | 2001 | 2011 | 2021 |
| -------------- | ---- | ---- | ---- | ---- | ---- | ---- | ---- | ---- | ---- | ---- | ---- | ---- | ---- | ---- | ---- |
| Počet obyvatel | 293  | 284  | 284  | 254  | 223  | 229  | 235  | 180  | 179  | 179  | 165  | 161  | 170  | 184  | 190  |
| Počet domů     | 39   | 38   | 40   | 44   | 46   | 47   | 50   | 58   | 56   | 53   | 50   | 62   | 71   | 75   | 72   |

## Obecní správa
Mezi lety 1850–1960 byly Jinolice obcí v okrese Jičín. V letech 1960–1990 patřily jako část obce k Podůlší a od 24. listopadu 1990 jsou opět samostatnou obcí.

## Pamětihodnosti a lidová architektura
Ke stému výročí zrušení roboty byla v roce 1948 postavena zvonička. Opravena byla během roku 2007. Hřbitov byl postaven mezi Jinolicemi a osadou Malé Jinolice. Márnici obec postavila v roce 1957. V katastrálním území Jinolic stojí čtyři pomníky, připomínající bitvu u Jičína roku 1866. Pomník na návsi s litinovým křížem připomíná padlé rakouské a pruské vojáky.
V obci se zachovalo několik roubených chalup. Roubené stavby s bohatě zdobenými lomenicemi se stavěly v průběhu poslední třetiny 18. století a během 19. století. Zdobnost lomenice určovala postavení majitele v obci. Vedle honosných lomenic se stavěly i prosté bedněné štíty. Většina chalup zanikla na počátku druhé poloviny 20. století. Pro celou oblast Českého ráje byla typická pískovcová obloučková „korunka“ zděného komína. Paralelně s obytným stavením stávaly stodoly a špýchary. Typické pro tuto oblast byly také sušírny ovoce.

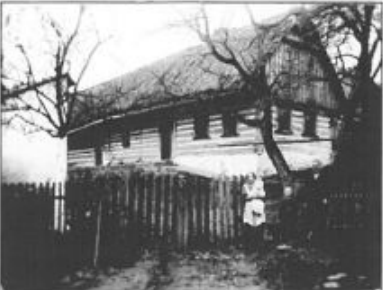
Roubená stavba čp. 24
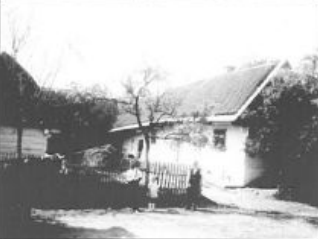
Jinolice čp. 26
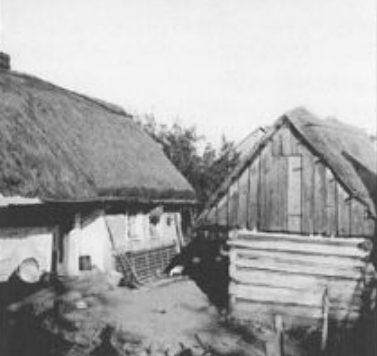
Roubená stavba čp. 36 s bedněným štítem

## Galerie

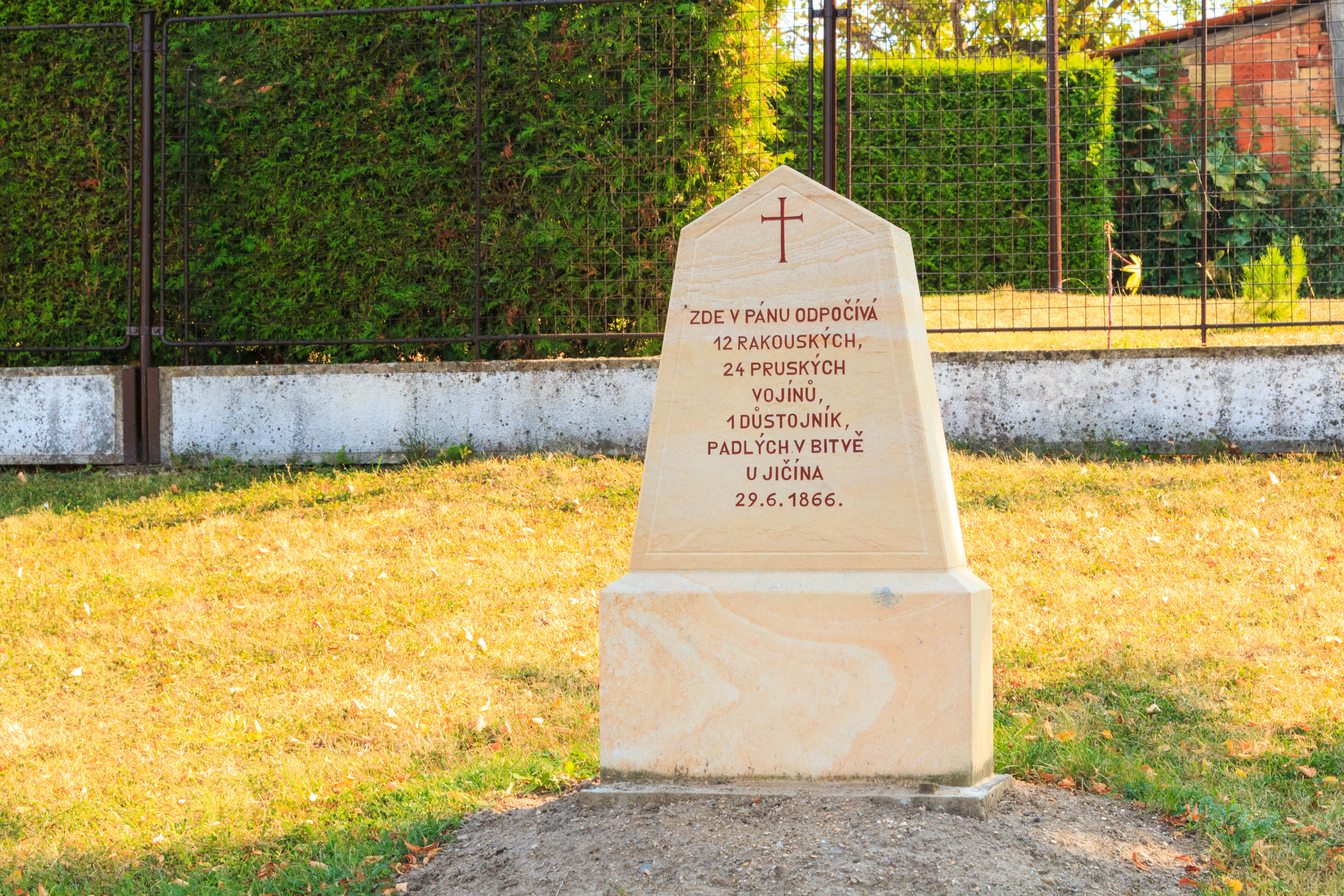
Pomník obětí války 1866
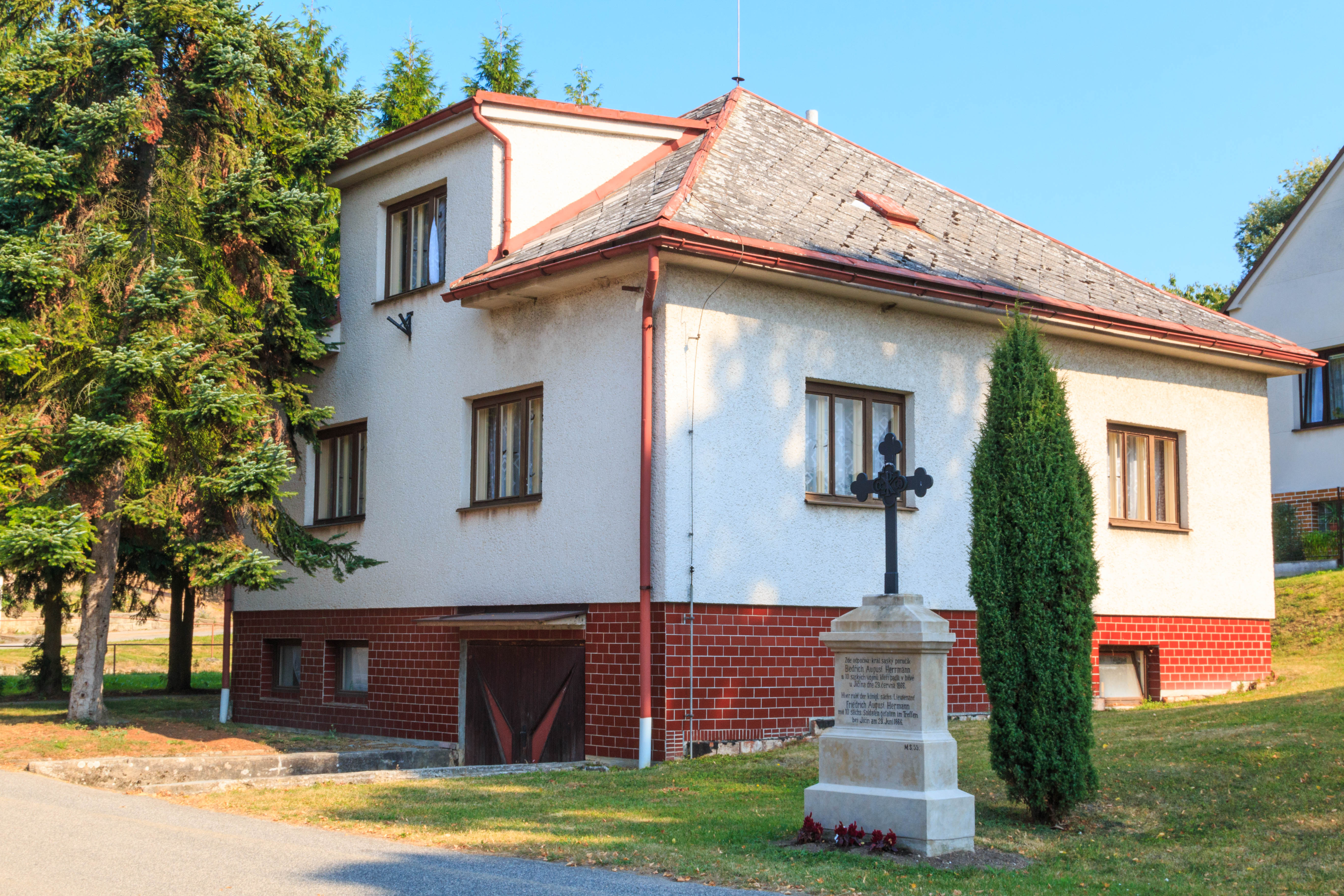
Obecní úřad
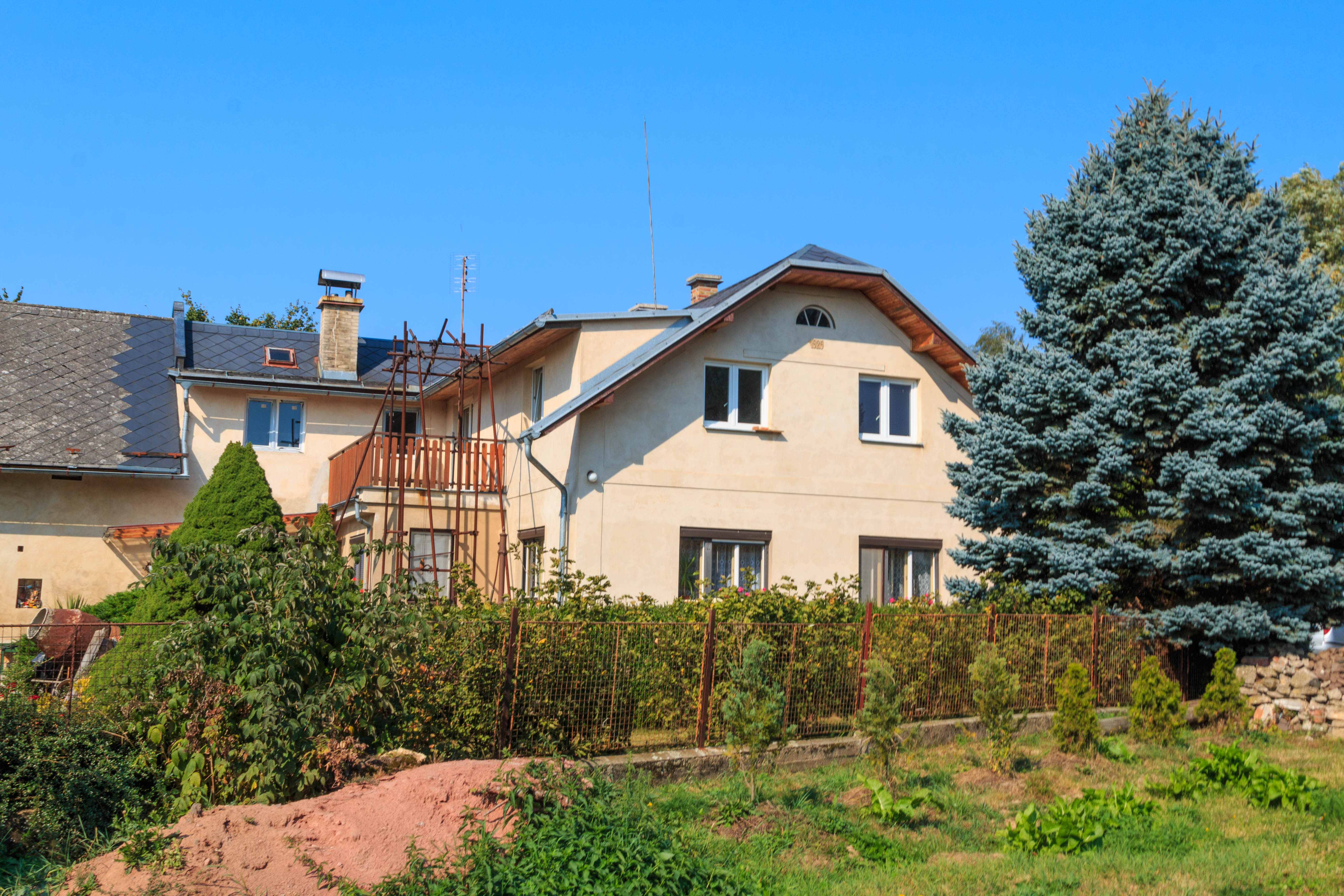
Dům čp. 82
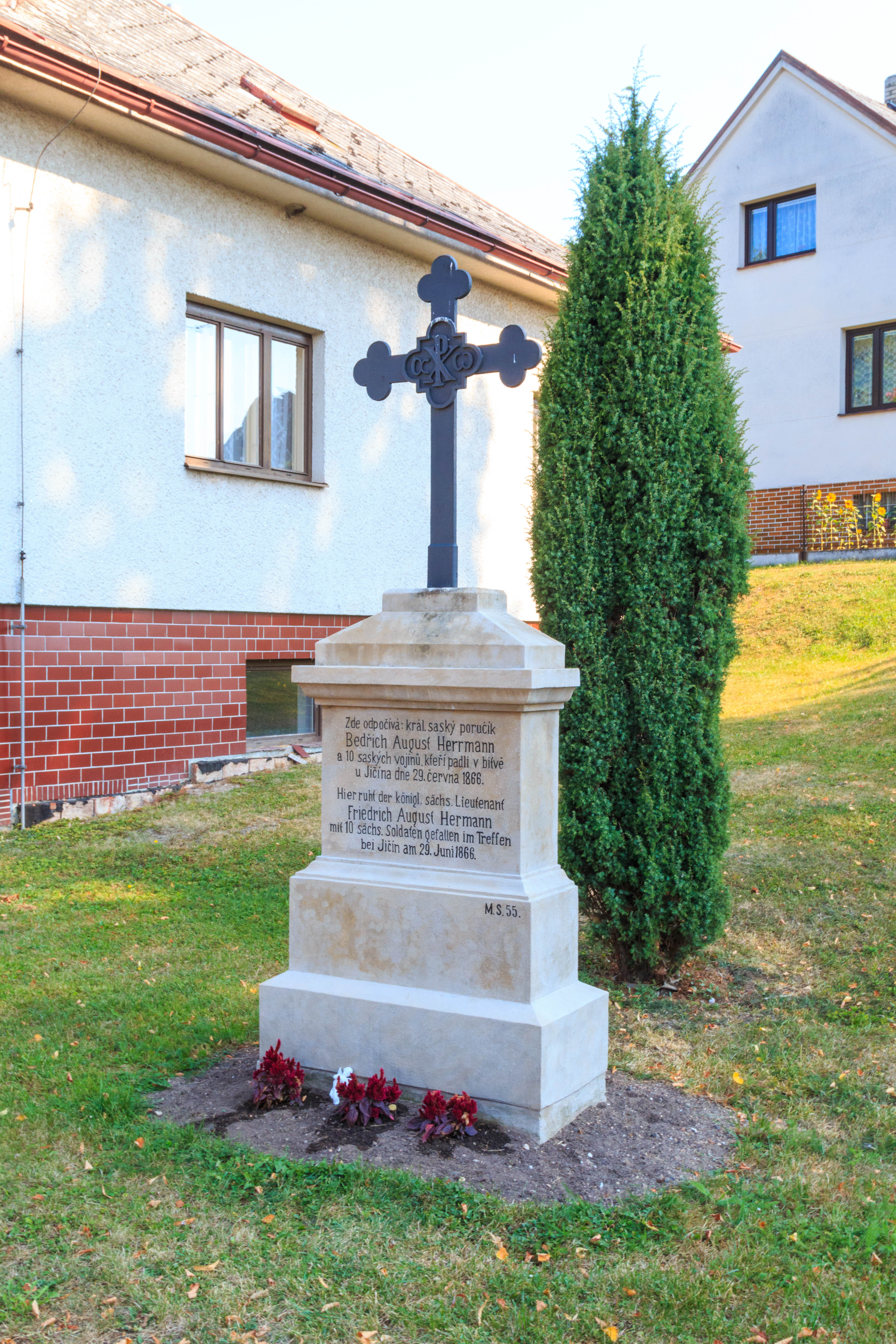
Křížek